# Wiktor Niesiołowski
Wiktor Marian Niesiołowski (ur. 4 września 1868 w Opawie, zm. 7 kwietnia 1945 w Mödling) – generał brygady inżynier Wojska Polskiego.

## Życiorys
Urodził się 4 września 1868 w Opawie. Był starszym bratem Jana, także generała brygady. Po ukończeniu czterech klas gimnazjum w Rzeszowie, kontynuował naukę w Niższej Wojskowej Szkole Realnej w Koszycach, a następnie w Wyższej Wojskowej Szkole Realnej w Hranicach. W 1888 roku ukończył Techniczną Akademię Wojskową w Wiedniu i został przydzielony do Pułku Inżynieryjnego w Ołomuńcu. W latach 1891–1893 był słuchaczem Wyższego Kursu Inżynieryjnego w Wiedniu (niem. Höherer Genie-Curs). W 1893, po ukończeniu kursu, został przeniesiony do Batalionu Pionierów Nr 11 w Przemyślu i przydzielony do Dyrekcji Inżynierii i Fortyfikacji w Krakowie. W następnym roku został odkomenderowany na studia na Fakultecie Filozoficznym Uniwersytetu Wiedeńskiego. 1 września 1896 został przydzielony do Technicznej Akademii Wojskowej w Wiedniu (od 1904 w Mödling) na stanowisko wykładowcy mechaniki i fizyki. Równocześnie wykładał nauki przyrodnicze w Szkole Wojennej w Wiedniu. W czasie I wojny światowej służył w sztabach wyższych dowództw na frontach: rosyjskim, rumuńskim i włoskim. W czasie służby w c. i k. Armii awansował kolejno na stopień: podporucznika (1 września 1888 roku), porucznika (1 maja 1890 roku) i pułkownika (1 sierpnia 1917 roku).
14 czerwca został mianowany szefem Instytutu Wojskowo-Technicznego z uprawnieniami szefa departamentu w Ministerstwa Spraw Wojskowych. 1 maja 1920 roku został zatwierdzony z dniem 1 kwietnia 1920 roku w stopniu generała podporucznika, w grupie oficerów byłej armii austriacko-węgierskiej. W październiku 1921 roku został mianowany komendantem Wydziału Wojskowego przy Politechnice Lwowskiej. 3 maja 1922 roku został zweryfikowany w stopniu generała brygady ze starszeństwem z 1 czerwca 1919 roku i 9. lokatą w korpusie generałów. 30 kwietnia 1924 roku został mianowany członkiem Oficerskiego Trybunału Orzekającego. Z dniem 31 października 1924 roku został przeniesiony w stan spoczynku. Mieszkał w Mödling pod Wiedniem. Zmarł 7 kwietnia 1945 roku w Mödling.
Generał Niesiołowski był autorem szeregu prac naukowych (w języku niemieckim), dotyczących między innymi zagadnień zastosowania fizycznych metod badawczych do balistyki. Między innymi ogłosił drukiem (Wiedeń 1908) pracę, stanowiącą wyczerpujący podręcznik (wykłady) techniki wojskowej: Ausgewählte Kapitel der Technik mit besonderer Rücksicht auf militärische Anwendungen.

## Ordery i odznaczenia
- Medal Pamiątkowy za Wojnę 1918-1921 „Polska Swemu Obrońcy”[1]
- Medal Dziesięciolecia Odzyskanej Niepodległości[1]
- Order Korony Żelaznej 3 klasy z dekoracją wojenną i mieczami[7]
- Krzyż Rycerski Orderu Franciszka Józefa[7]
- Krzyż Zasługi Wojskowej 3 klasy z dekoracją wojenną i mieczami[7]
- Signum Laudis Brązowy Medal Zasługi Wojskowej na czerwonej wstążce[7]
- Krzyż za 25-letnią służbę wojskową dla oficerów[7]
- Brązowy Medal Jubileuszowy Pamiątkowy dla Sił Zbrojnych i Żandarmerii[7]
- Krzyż Jubileuszowy Wojskowy[7]